# Televisión Pública Argentina
Pour les articles homonymes, voir Canal 7.
Canal 7 ou Televisión Pública Argentina, est une chaîne de télévision publique d'Argentine, créée en 1951.
Cette société de télévision est membre de l'Organisation des télécommunications ibéro-américaines (OTI).